# 편도염
편도염(扁桃炎, 영어: tonsillitis) 또는 편도선염은 염증 때문에 편도가 아픈 병을 말한다. 일반적으로 편도염이라고 하면 구개편도염을 말한다. 편도염은 구개편도(편도선)의 어느 한쪽이나 양쪽이 세균이나 바이러스에 감염되어 생긴다. 보통 10~40세 사이의 사람들에게 발병하는데, 첫 증상은 목구멍이 붓고 아프면서 음식물을 삼키기 어려워진다. 심해지면 열, 두통, 요통, 목의 뻐근함, 구역질 등의 증상이 나타나며, 목구멍의 편도 옆에 고름이 모여 농양이 생긴다.

## 같이 보기
- 인후염